# British Home Championship 1908
De British Home Championship van 1908 was de 25e editie van de British Home Championship. Het toernooi werd gehouden van 15 februari tot en met 11 april 1908. Engeland en Schotland werden kampioen.

## Eindstand
| Team      | Gsp | W | G | V | DV | DT | DS | Ptn |
| --------- | --- | - | - | - | -- | -- | -- | --- |
| Engeland  | 3   | 2 | 1 | 0 | 11 | 3  | +8 | 5   |
| Schotland | 3   | 2 | 1 | 0 | 8  | 2  | +6 | 5   |
| Ierland   | 3   | 1 | 0 | 2 | 2  | 8  | –6 | 2   |
| Wales     | 3   | 0 | 0 | 3 | 2  | 10 | –8 | 0   |

## Wedstrijden
|                                                          |                  |       |                                                          |                                                                            |
| 15 februari 1908 «onderlinge duels» 15:30 uur (UTC–0:25) | Ierland          | 1 – 3 | Engeland                                                 | Solitude, Belfast Toeschouwers: 22.600 Scheidsrechter: Tom Robertson (SCO) |
| 15 februari 1908 «onderlinge duels» 15:30 uur (UTC–0:25) | Denis Hannon 13' |       | 7' George Hilsdon 80' Vivian Woodward 83' George Hilsdon | Solitude, Belfast Toeschouwers: 22.600 Scheidsrechter: Tom Robertson (SCO) |

|                                                 |                                    |       |               |                                                                        |
| 7 maart 1908 «onderlinge duels» 15:30 uur (UTC) | Schotland                          | 2 – 1 | Wales         | Dens Park, Dundee Toeschouwers: 18.000 Scheidsrechter: Jim Mason (ENG) |
| 7 maart 1908 «onderlinge duels» 15:30 uur (UTC) | Alec Bennett 60' Willie Lennie 87' |       | 30' Lot Jones | Dens Park, Dundee Toeschouwers: 18.000 Scheidsrechter: Jim Mason (ENG) |

|                                                       |         |                                              |           |                                                                                 |
| 14 maart 1908 «onderlinge duels» 15:30 uur (UTC–0:25) | Ierland | 0 – 5                                        | Schotland | Dalymount Park, Dublin Toeschouwers: 10.000 Scheidsrechter: John Ibbotson (ENG) |
| 14 maart 1908 «onderlinge duels» 15:30 uur (UTC–0:25) |         | 3', 64', 70', 75' Jimmy Quinn 23' Jimmy Galt |           | Dalymount Park, Dublin Toeschouwers: 10.000 Scheidsrechter: John Ibbotson (ENG) |

|                                  |                    |       |                                                                                             |                                                                                  |
| 16 maart 1908 «onderlinge duels» | Wales              | 1 – 7 | Engeland                                                                                    | Racecourse Ground, Wrexham Toeschouwers: 7.000 Scheidsrechter: David Philp (SCO) |
| 16 maart 1908 «onderlinge duels» | William Davies 90' |       | 18', 70', 80' Vivian Woodward 25' Jimmy Windridge 30' Billy Wedlock 40', 63' George Hilsdon | Racecourse Ground, Wrexham Toeschouwers: 7.000 Scheidsrechter: David Philp (SCO) |

|                                                 |                 |       |                     |                                                                             |
| 4 april 1908 «onderlinge duels» 15:30 uur (UTC) | Schotland       | 1 – 1 | Engeland            | Hampden Park, Glasgow Toeschouwers: 121.452 Scheidsrechter: Jim Mason (ENG) |
| 4 april 1908 «onderlinge duels» 15:30 uur (UTC) | Andy Wilson 27' |       | 75' Jimmy Windridge | Hampden Park, Glasgow Toeschouwers: 121.452 Scheidsrechter: Jim Mason (ENG) |

|                                                  |       |                  |         |                                                                                   |
| 11 april 1908 «onderlinge duels» 15:30 uur (UTC) | Wales | 0 – 1            | Ierland | Athletic Ground, Aberdare Toeschouwers: 6.000 Scheidsrechter: John Ibbotson (ENG) |
| 11 april 1908 «onderlinge duels» 15:30 uur (UTC) |       | 28' Harold Sloan |         | Athletic Ground, Aberdare Toeschouwers: 6.000 Scheidsrechter: John Ibbotson (ENG) |